# 1210년대
1210년대는 1210년부터 1219년까지를 가리킨다.